# Howea belmoreana
Howea belmoreana är en enhjärtbladig växtart som först beskrevs av Charles Moore och Ferdinand von Mueller, och fick sitt nu gällande namn av Odoardo Beccari. Howea belmoreana ingår i släktet Howea och familjen Arecaceae. Inga underarter finns listade i Catalogue of Life.

## Bildgalleri

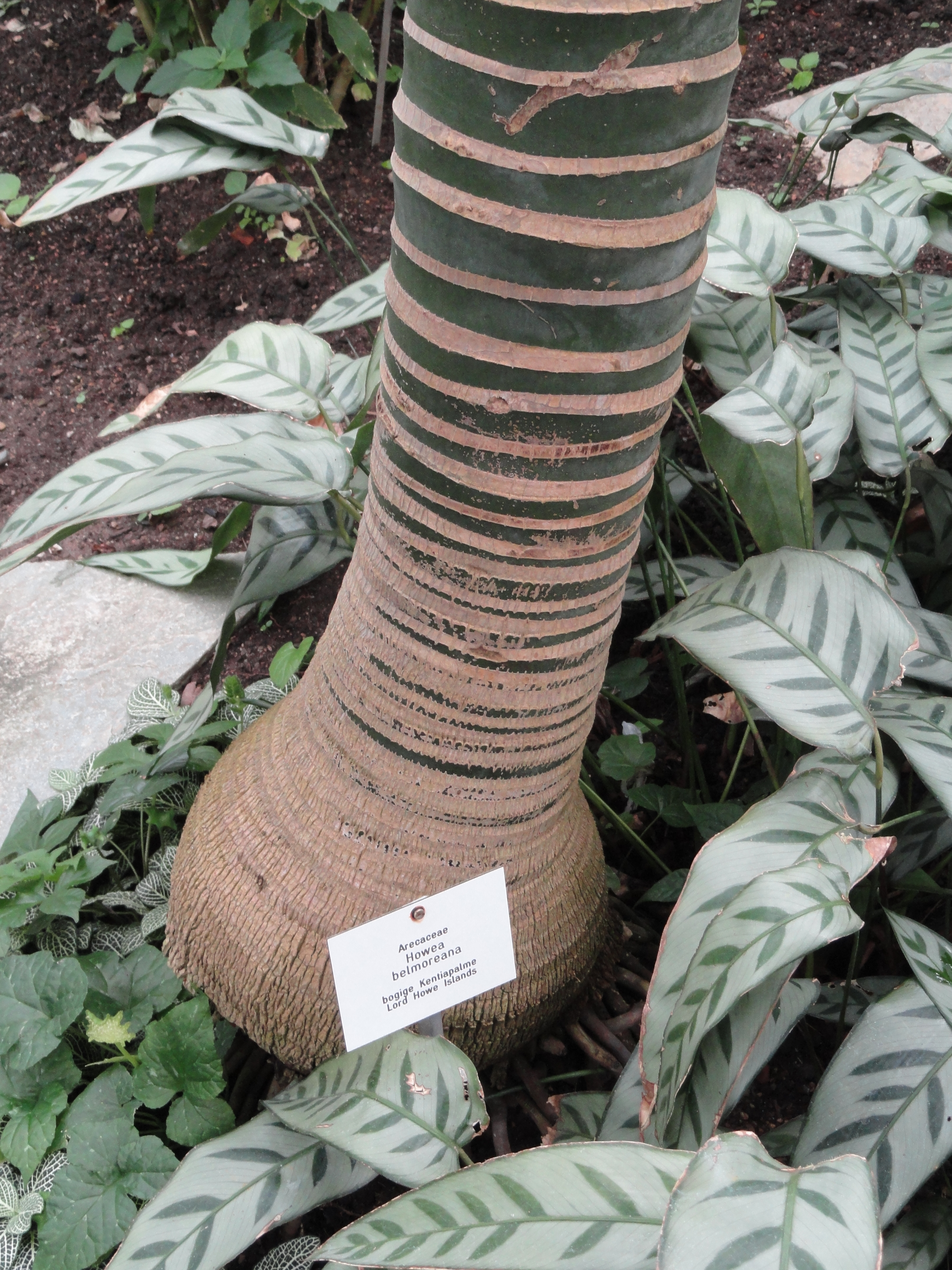
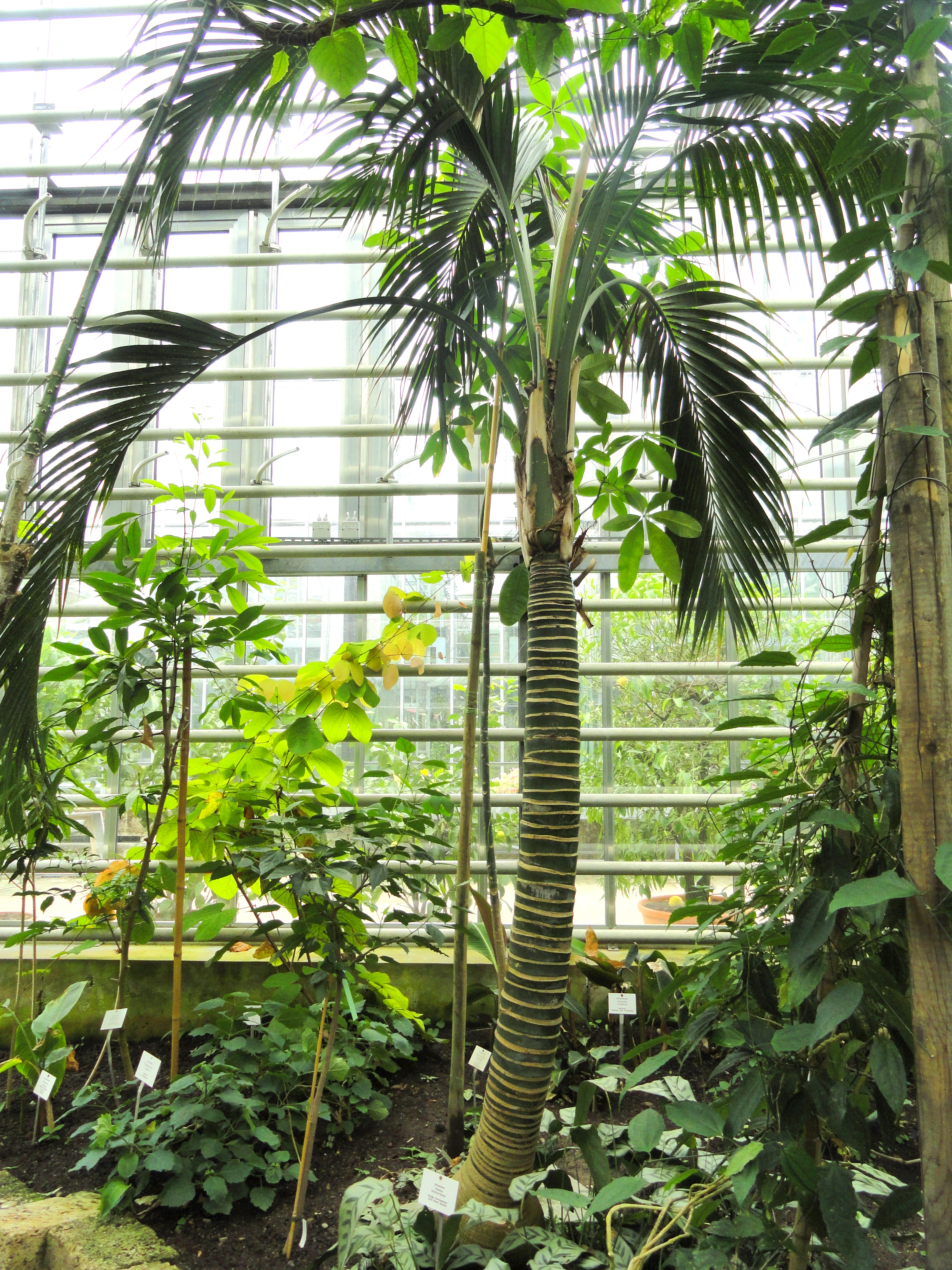
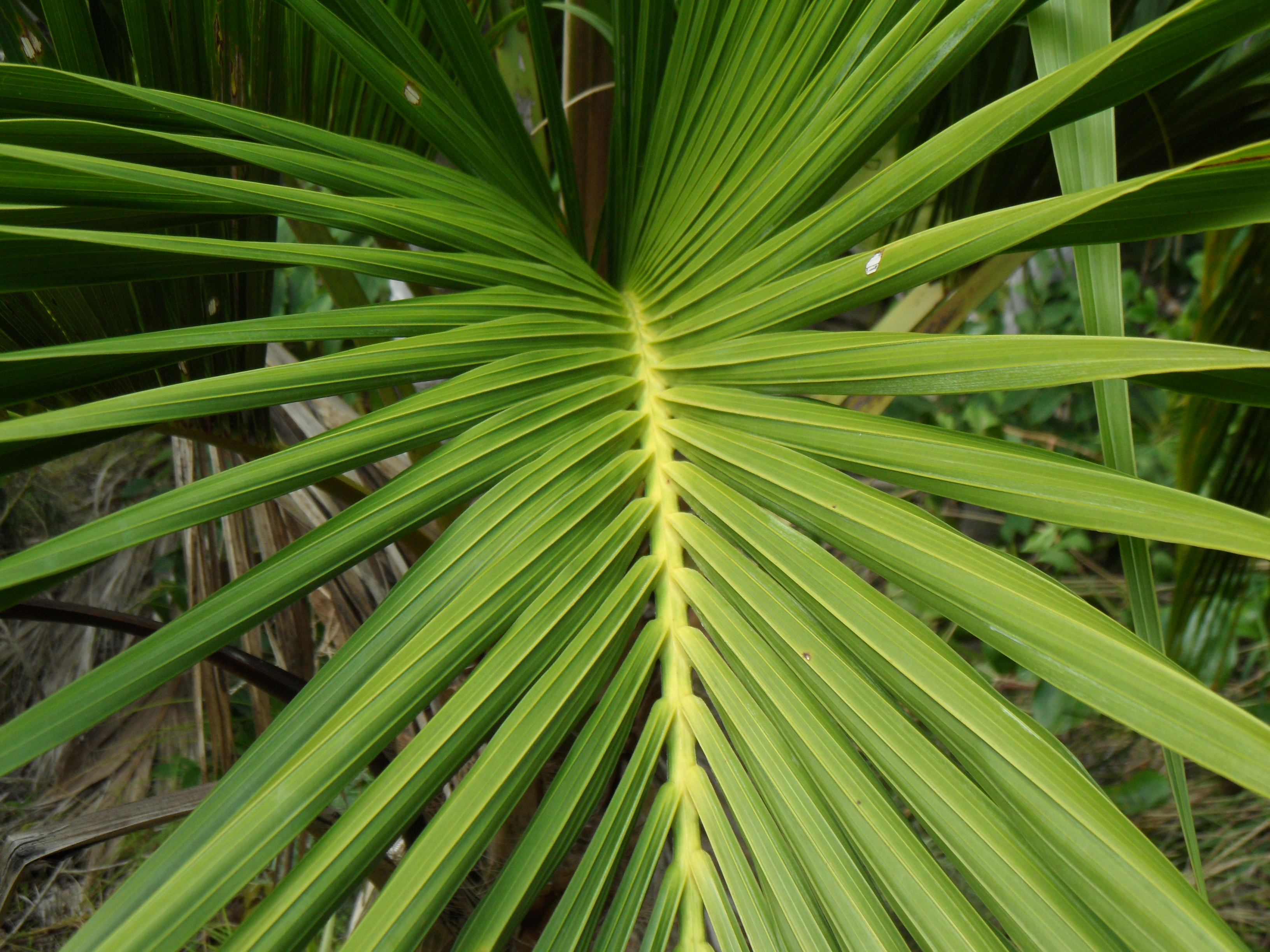
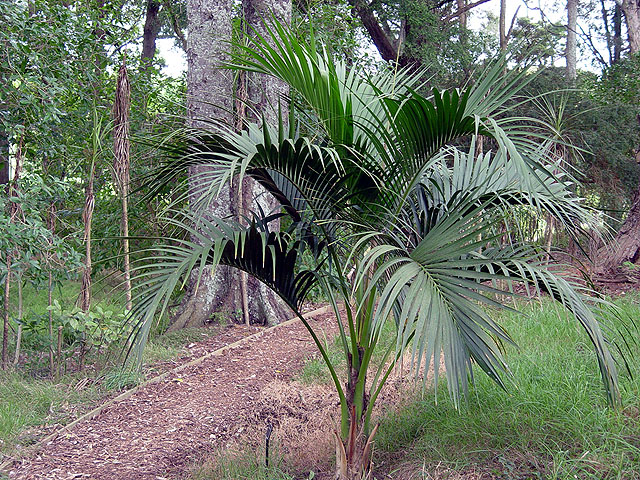
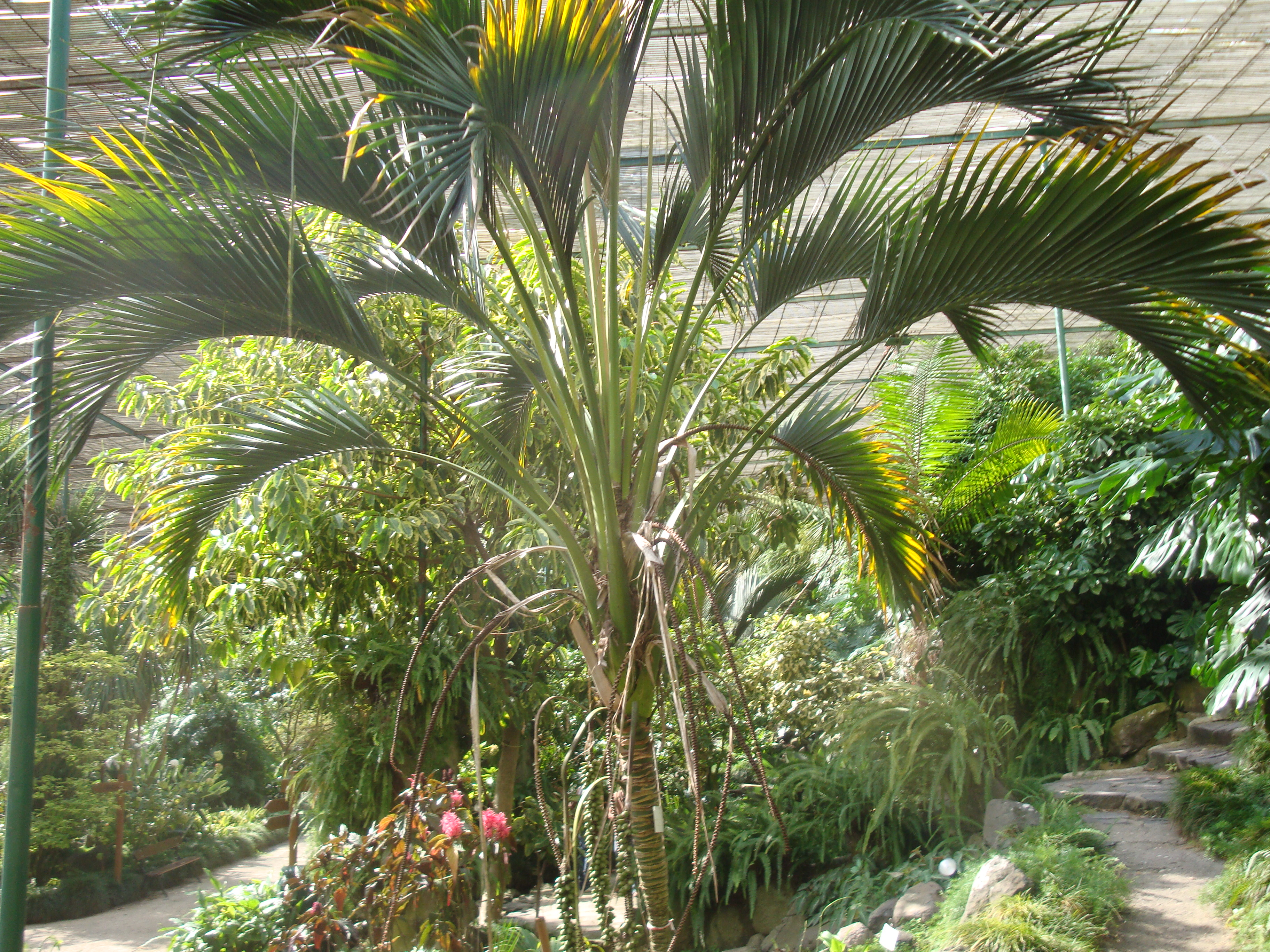